# Прости числа близнаци
Прости числа близнаци са двойка прости числа с разлика помежду им 2. Пример за прости числа близнаци е двойката прости числа (41, 43).
Първите 11 двойки прости числа близнаци са: (3, 5), (5, 7), (11, 13), (17, 19), (29, 31), (41, 43), (59, 61), (71, 73), (101, 103), (107, 109), (137, 139).

## Свойства
Едно от свойството на близнаците е, че всяка двойка близнаци с изключение на (3, 5) е от вида (6n − 1, 6n + 1) за някое естествено число n; тъй като числото между два близнака е кратно на 6.
С нарастването на изследвания интервал, простите числа близнаци се срещат все по-нарядко, като се поддържа тенденцията „дупките“ между две такива двойки от числа да стават все по-големи.
Известни са много големи двойки близнаци, например (10 006 427, 10 006 429), но не е известно дали двойките близнаци са краен или безкраен брой.
Започнали през 2007 година, два проекта за разпределени изчисления, Twin Prime Search и PrimeGrid, са генерирали няколко рекордно големи двойки прости числа близнаци. Към септември 2016, двойката от най-големите числа близнаци е изчислена на 2996863034895 × 21290000 ± 1, с 388 342 числа в десетичния запис. Съществуват 808 675 888 577 436 двойки прости числа близнаци по-малки от 1018.
Трудовете на математици, като Итанг Жанг, Джеймс Мейнард, Терънс Тао и други, са довели в значителна степен до доказателство, че съществуват безбройно много двойки прости числа близнаци, но тази хипотеза остава недоказана.

## Други свойства
- Тъй като всяко трето нечетно число се дели на 3, а 3 е единственото просто число, което се дели на 3, не може да съществуват три поредни двойки близнаци, освен ако не участва самото число 3 (3, 5 и 7). Това прави 5 единственото число, което участва в две двойки близнаци.

- Единственото четно просто число 2 няма близнак, което значи, че всички числа прости близнаци са нечетни.

- Сборът на всеки две числа близнаци след първата двойка (3, 5) се дели на 6.

## Числа без близнаци
Първите десет прости числа, които нямат близнаци са:
```
2, 23, 37, 47, 53, 67, 79, 83, 89, 97, …
```